# Lestodiplosis pallidicornis
Lestodiplosis pallidicornis är en tvåvingeart som beskrevs av Jean-Jacques Kieffer 1898. Lestodiplosis pallidicornis ingår i släktet Lestodiplosis och familjen gallmyggor. Inga underarter finns listade i Catalogue of Life.